# 圣母升天主教座堂 (蒂厄姆)
蒂厄姆圣母升天主教座堂（The Cathedral Church of the Assumption of the Blessed Virgin Mary, Tuam）简称蒂厄姆主教座堂（Tuam Cathedral）是天主教蒂厄姆总教区的主教座堂，位于爱尔兰蒂厄姆。总教区的地理范围包括戈尔韦郡的一半、梅奥郡一半和罗斯康芒郡部分地区。在英国宗教改革之前，主教座堂是圣马利亚座堂, 建于14世纪，位于早期建筑的原址上。英国女王伊丽莎白一世任命威廉·穆拉利为国教圣公会的总主教，罗马天主教 神职人员被赶出主教座堂。将近三个世纪以后，刑法放松以后，才允许建造天主教另外建造一座主教座堂，即目前的建筑物。

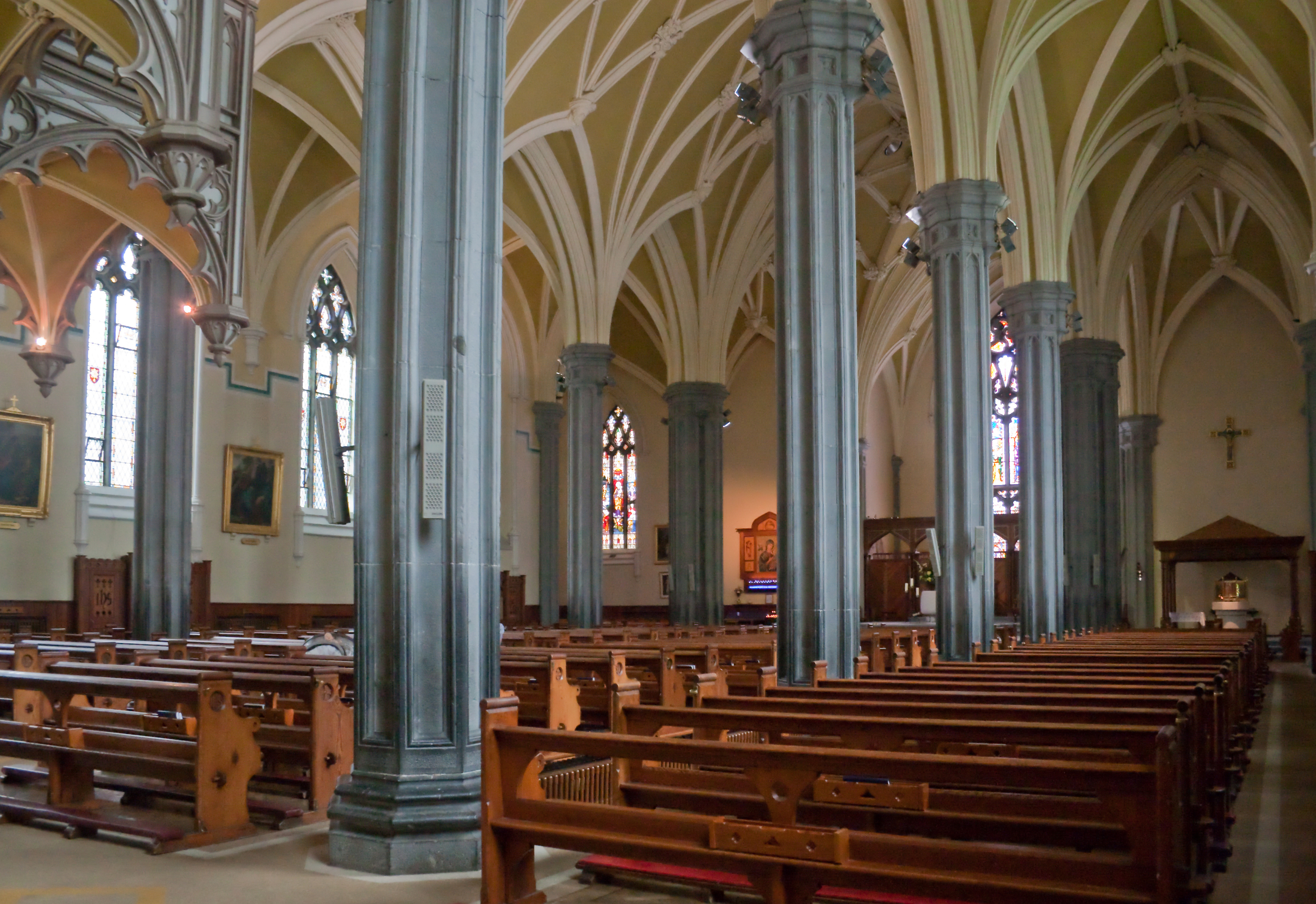
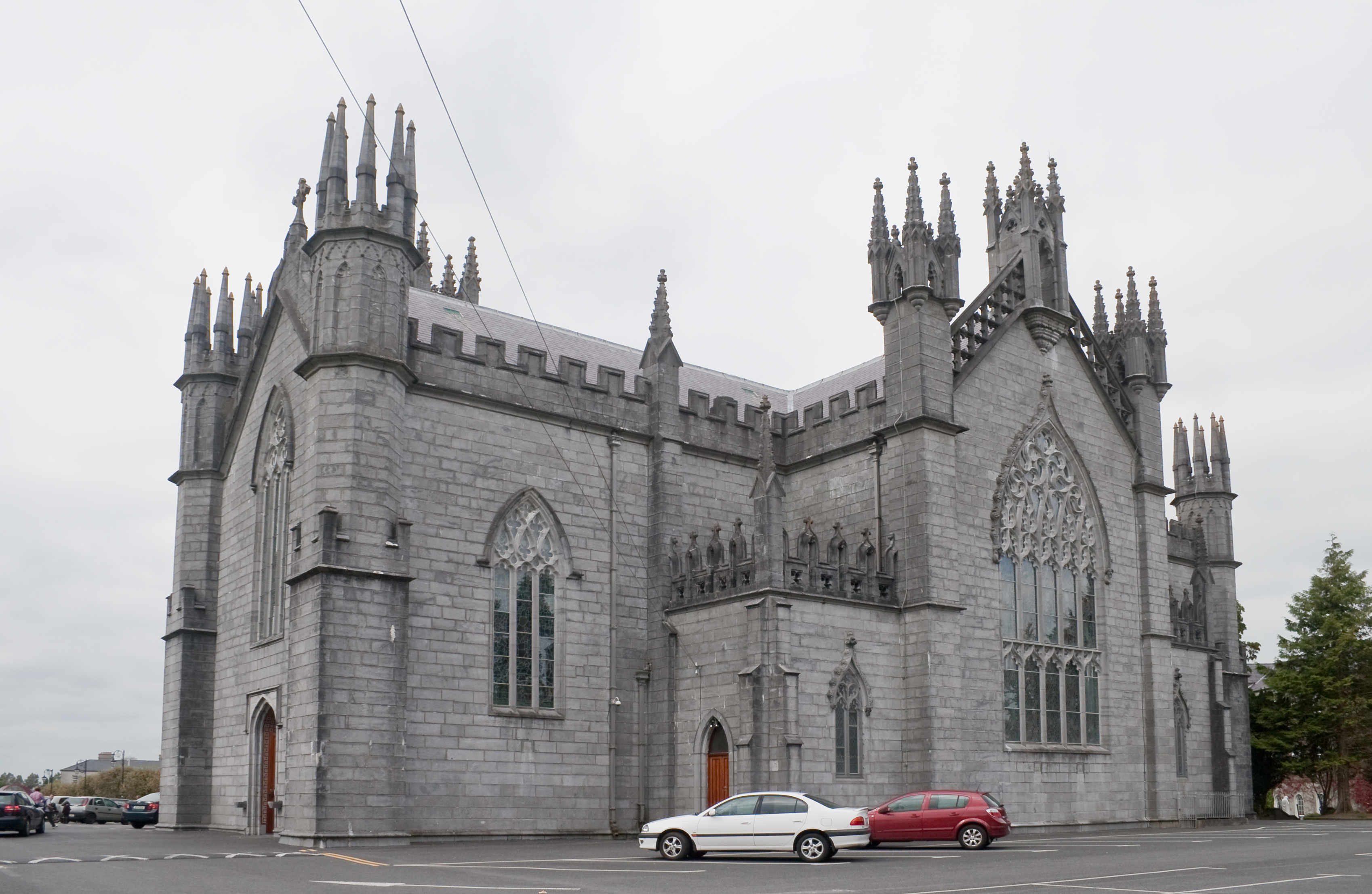
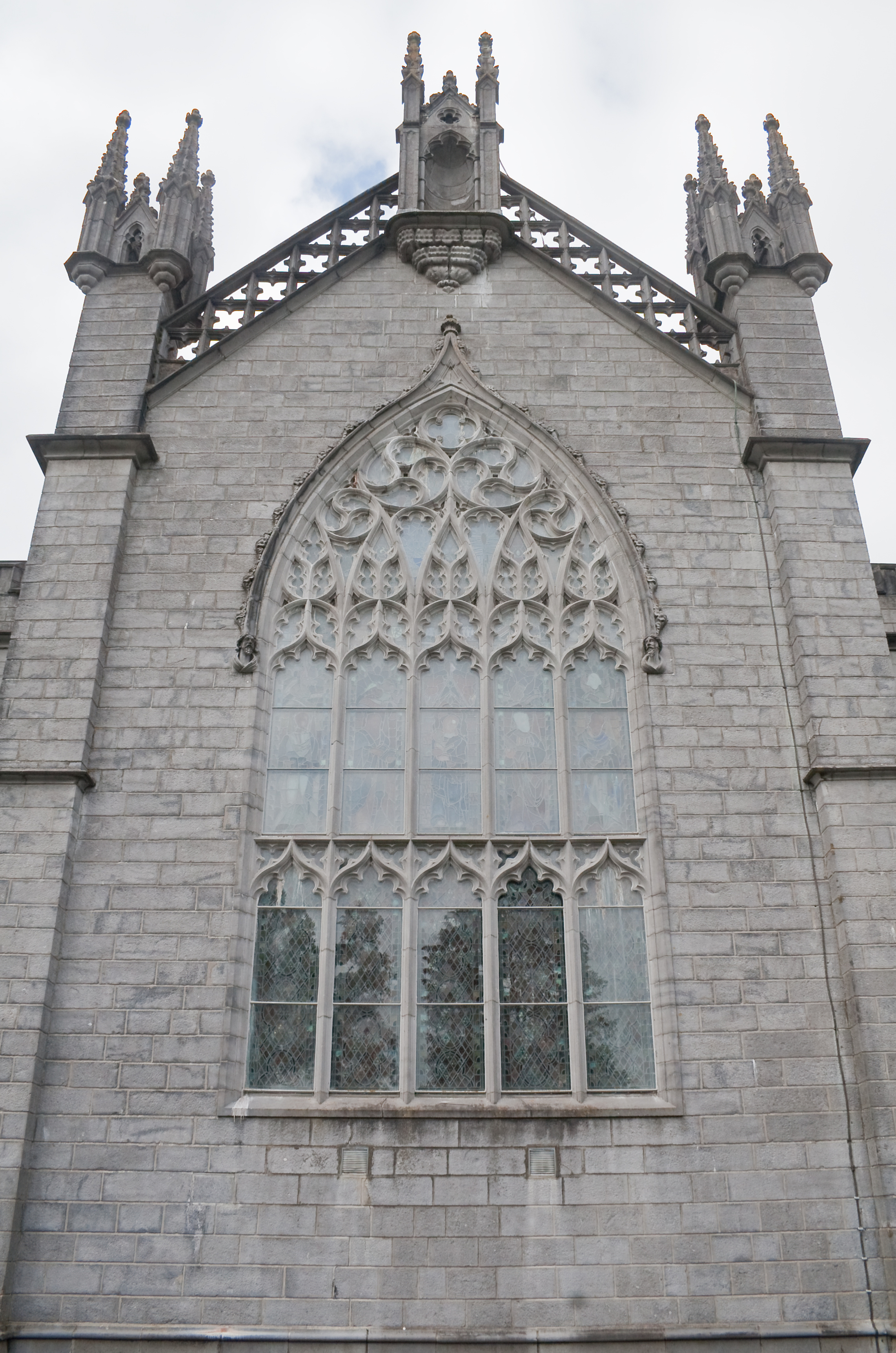
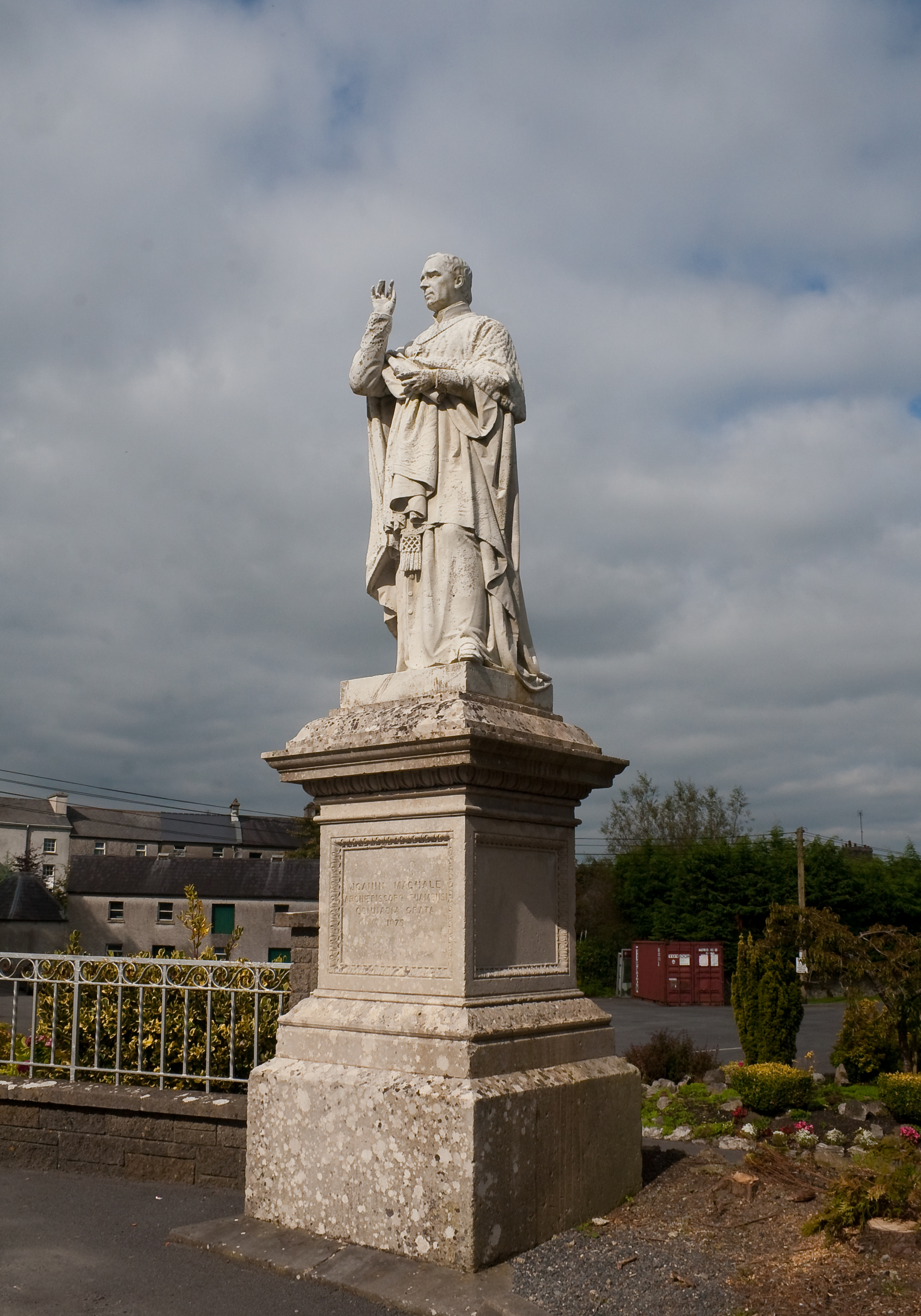